# Renfe série 350
La série 350 est une série de quatre locomotives Diesel de la Renfe (société nationale d'exploitation des chemins de fer espagnols).
Mises en service entre 1950 et 1959, ces locomotives de fabrication américaine sont initialement numérotées de 1-T à 4-T et dédiées à la traction des trains Talgo II, première génération commerciale des Talgo. Ce n'est que de 1972 à 1976, date de leur retrait, qu'elles prennent la tête de trains Talgo III.

## Origine de la série

Triangle de retournement.

Les essais de la rame expérimentale Talgo I d'Alejandro Goicoechea se terminent en 1945. Leur succès finit par convaincre la Renfe, longtemps réticente, de l'intérêt du concept de ce train articulé léger ; il faut passer à la construction de rames commerciales.
L'Espagne d'après-guerre ne dispose toutefois pas des matériaux nécessaires à ce projet, et la société Talgo Patentes se tourne vers les États-Unis. Quatre rames au total sont construites par l'American Car and Foundry (ACF) avec laquelle un accord est signé en 1945 ; trois rames sont destinées à l'Espagne, la quatrième restant aux États-Unis pour essais et démonstrations auprès de clients potentiels. Deux rames sont livrées en Espagne en 1949, les deux autres en 1959, dont la rame américaine, ses essais n'ayant pas débouché sur des contrats commerciaux. Elles se composent d'un ensemble indéformable constitué d'une locomotive et de seize voitures. L'inconvénient de cette configuration est la nécessité d'opérer, à chaque terminus de ligne, le retournement d'un bloc de la rame sur des triangles de voies spécialement aménagés, opération compliquée.
ACF étant très compétente pour la fabrication des rames, mais pas pour celle des locomotives, elle noue un partenariat avec General Electric pour la construction des quatre engins moteurs.

## Description

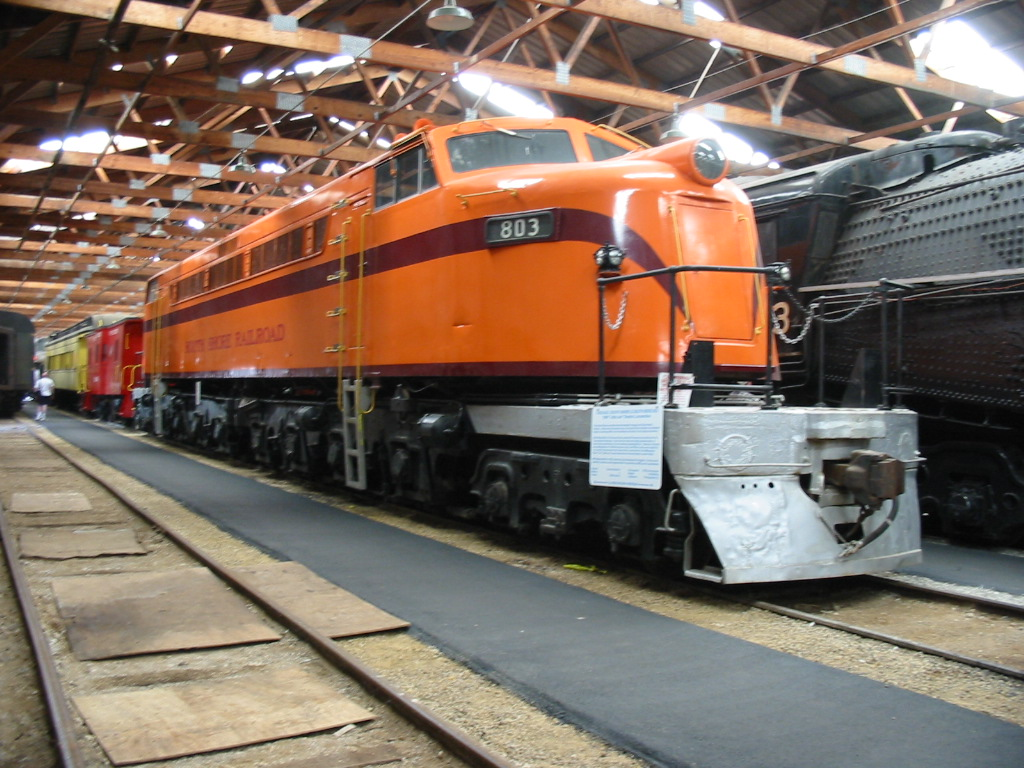
Locomotive Diesel General Electric, 1948.

Le style des locomotives traduit bien leur origine américaine, avec une cabine de conduite surélevée en retrait d'un volumineux capot, même si le gabarit est moins imposant. Semi-carénées, elles ne possèdent qu'une seule cabine de conduite et sont donc unidirectionnelles.
Les locomotives sont propulsées par deux moteurs Diesel Hercules de 450 ch au maximum, chacun actionnant une génératrice qui alimente les deux moteurs d'un même bogie. Les moteurs Hercules se montrant très fragiles, ils sont remplacés en 1957 et 1958 par des moteurs Maybach MD-320 de même puissance, mais d'une fiabilité exemplaire. La puissance continue de la locomotive est de 596 kW. Deux groupes Diesel-électriques auxiliaires de 125 kW alimentent les équipements de la rame.

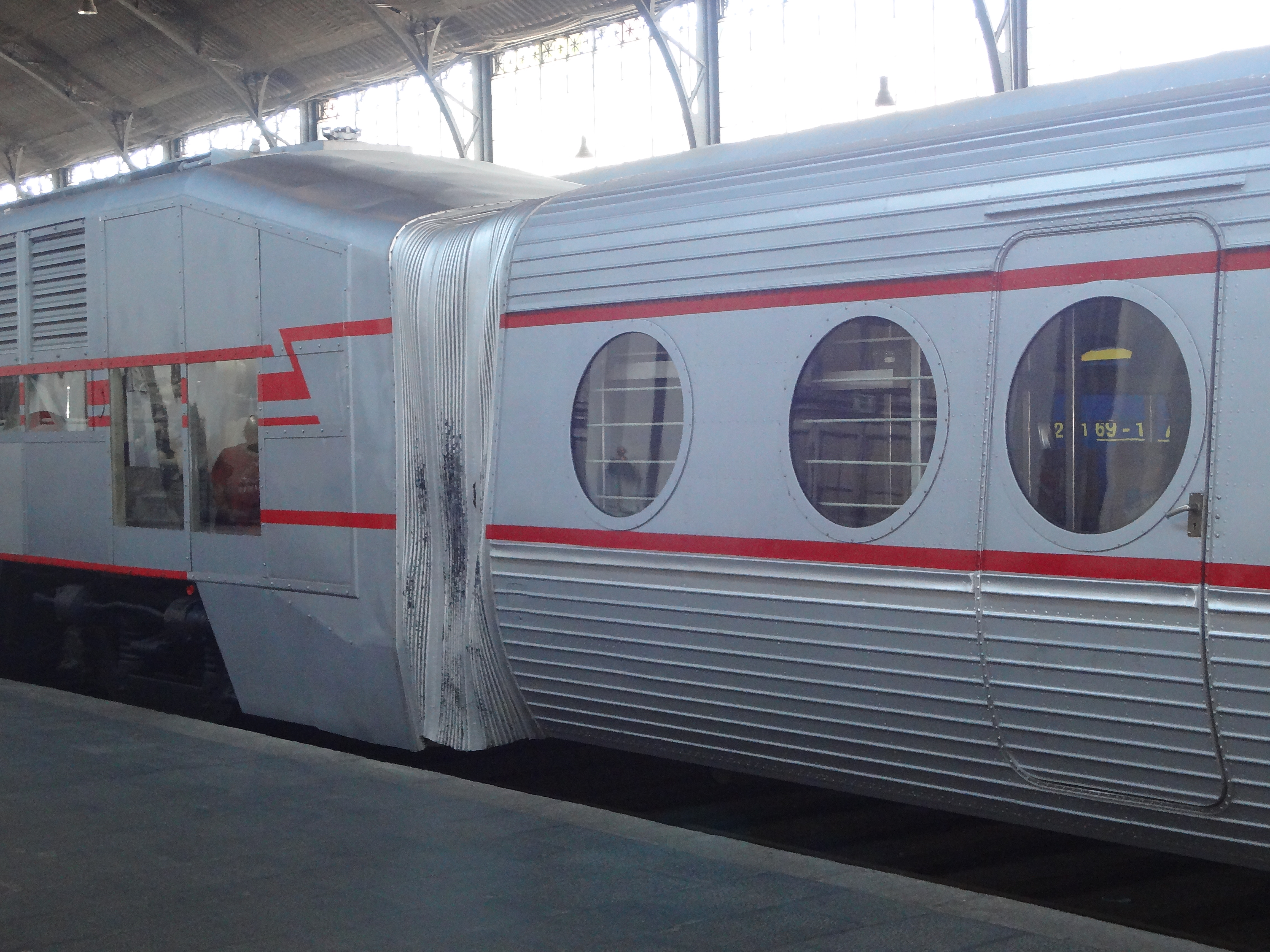
Liaison locomotive - rame.

La masse totale des locomotives s'établit à 60 t et leur vitesse limite est de 140 km/h bien qu'elle ait pu atteindre 170 km/h au cours des essais. La hauteur de la locomotive étant très supérieure à celle de la rame qu'elle tracte, sa toiture présente à l'arrière un pan coupé permettant de rattraper cette différence. Locomotive et première voiture de la rame sont en outre réunies par un soufflet.
Dès leur mise en service, les locomotives sont baptisées de noms évoquant la Vierge Marie à la demande, semble-t-il, de la famille de José Luis Oriol y Urigüen, banquier associé à Goicoechea dans l'entreprise Talgo. Cette tradition se perpétue pour l'ensemble des séries ultérieures de locomotives Talgo.
La livrée originelle des locomotives associe le gris et les filets rouges. Si la décoration des faces latérales reste constante, le dessin des filets sur la face frontale offre de nombreuses variations. À partir de 1972, les trois locomotives restantes — la première de la série a été détruite — sont repeintes en gris argenté avec un large bandeau rouge liseré de noir ceinturant la caisse ; cette livrée est assortie à celle des rames Talgo III que ces locomotives remorquant désormais.

Variations de décoration des 530.
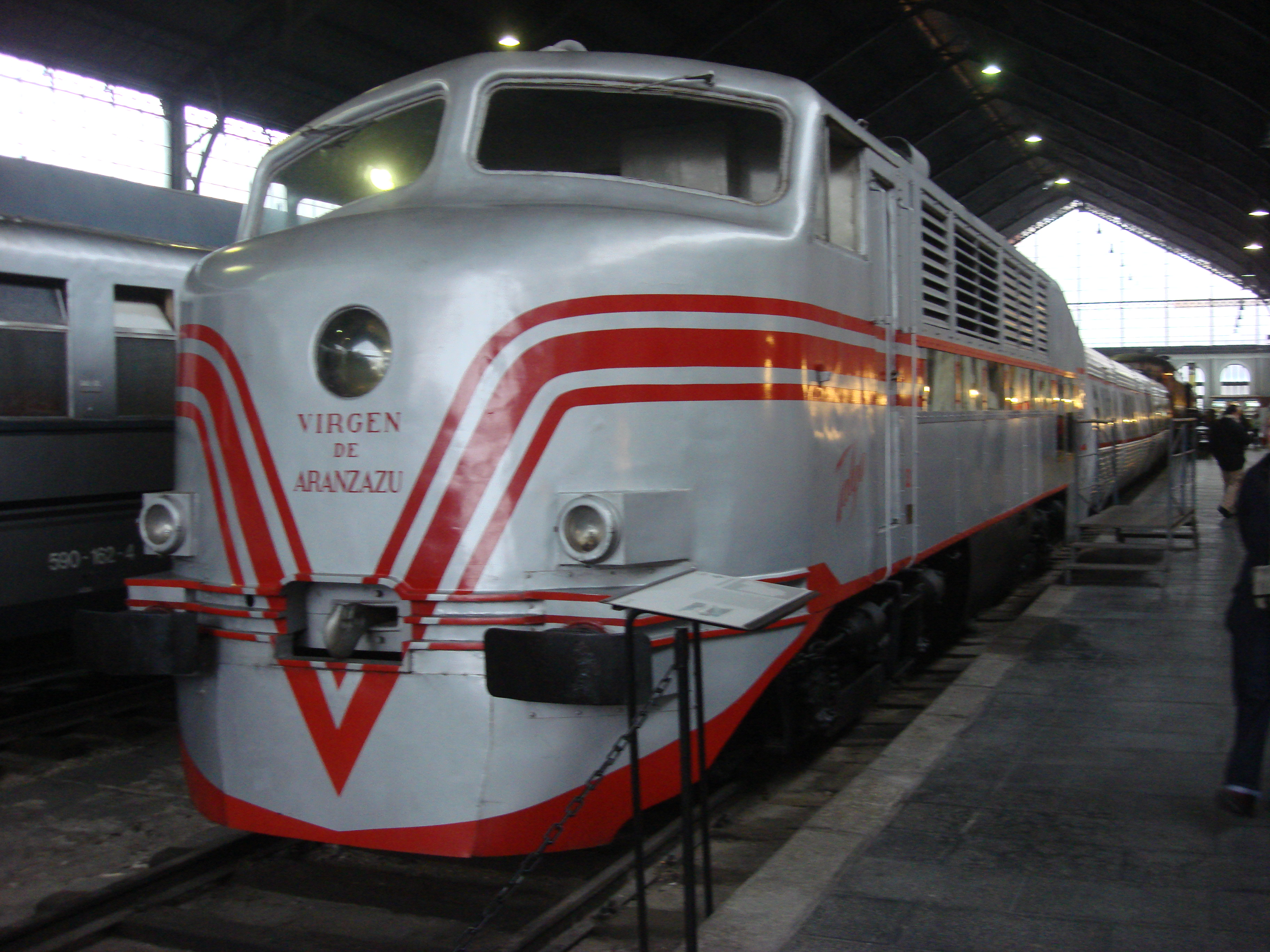
Filets rouges en V.
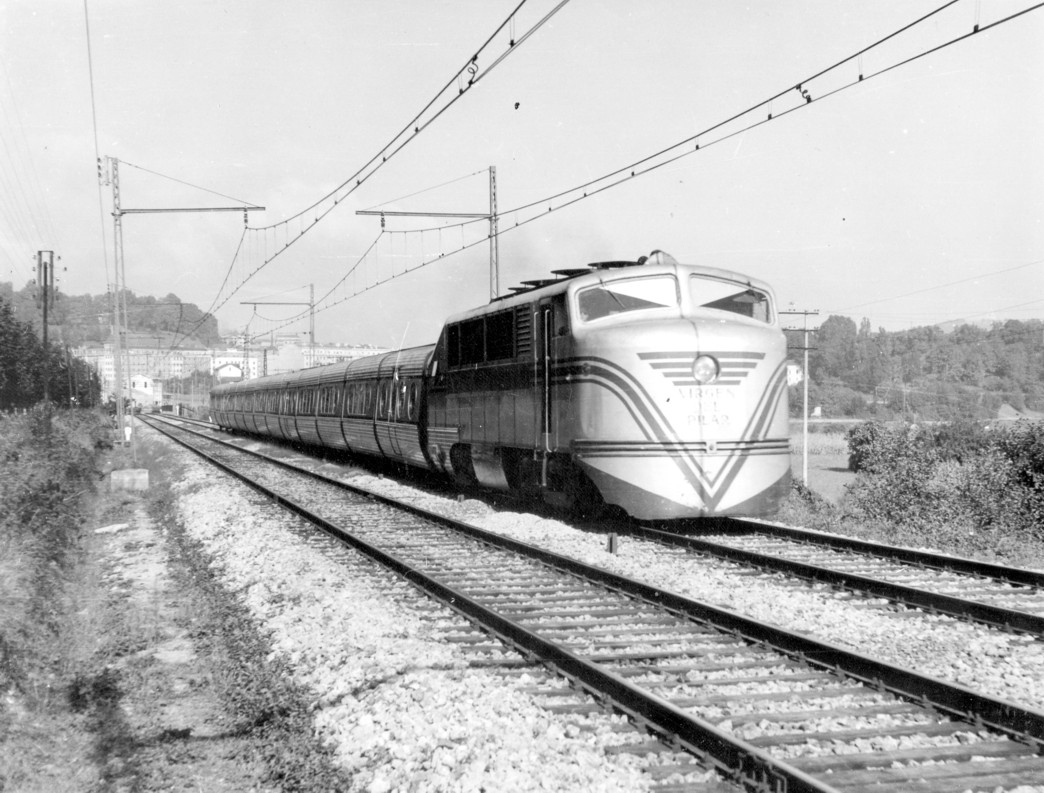
Filets en V et bandes horizontales.
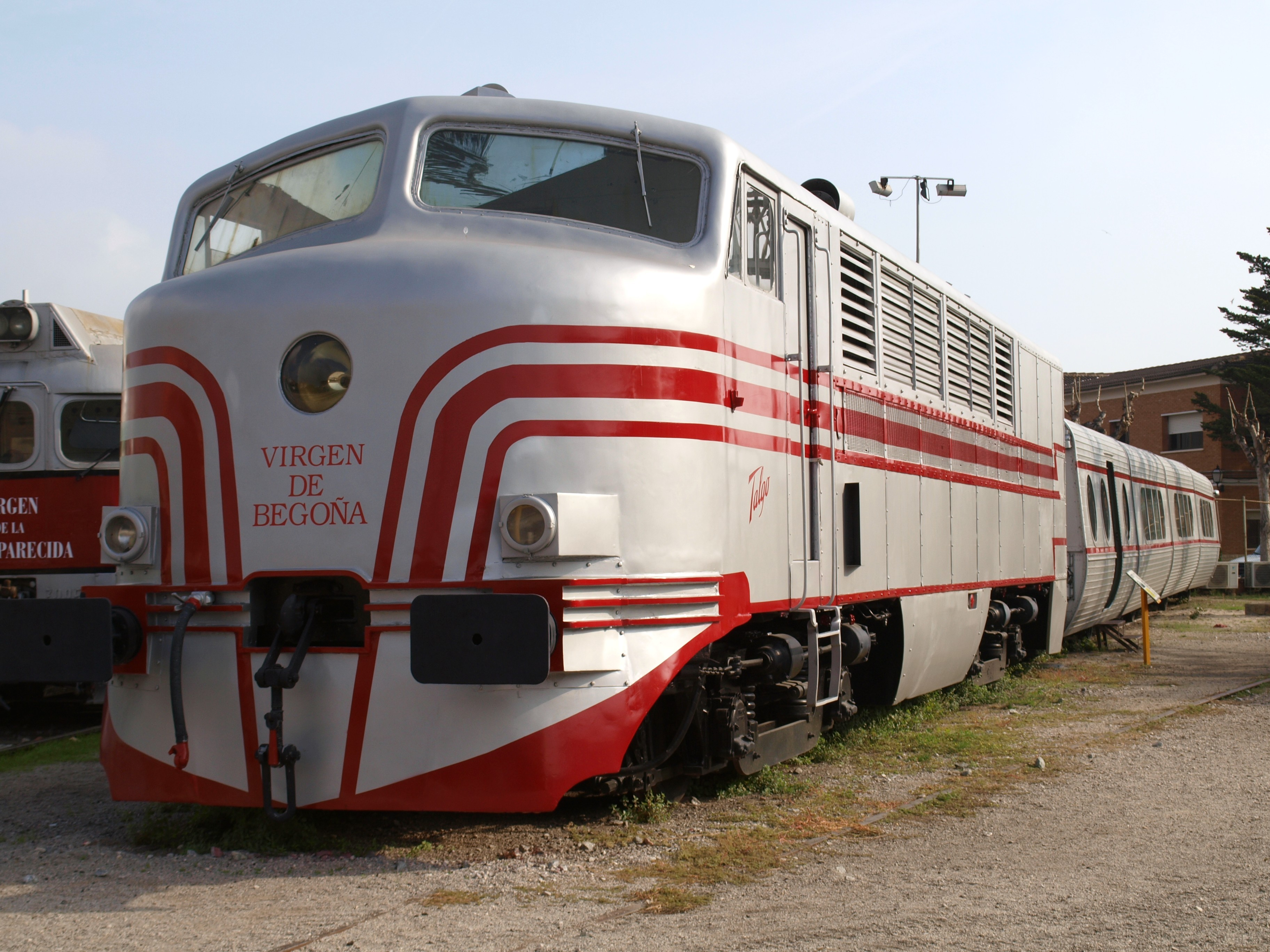
Filets interrompus, tablier blanc.
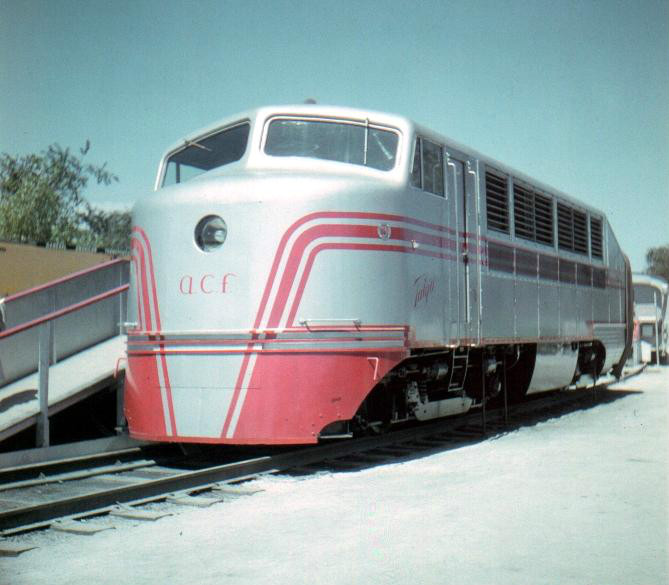
Filets interrompus, tablier rouge.
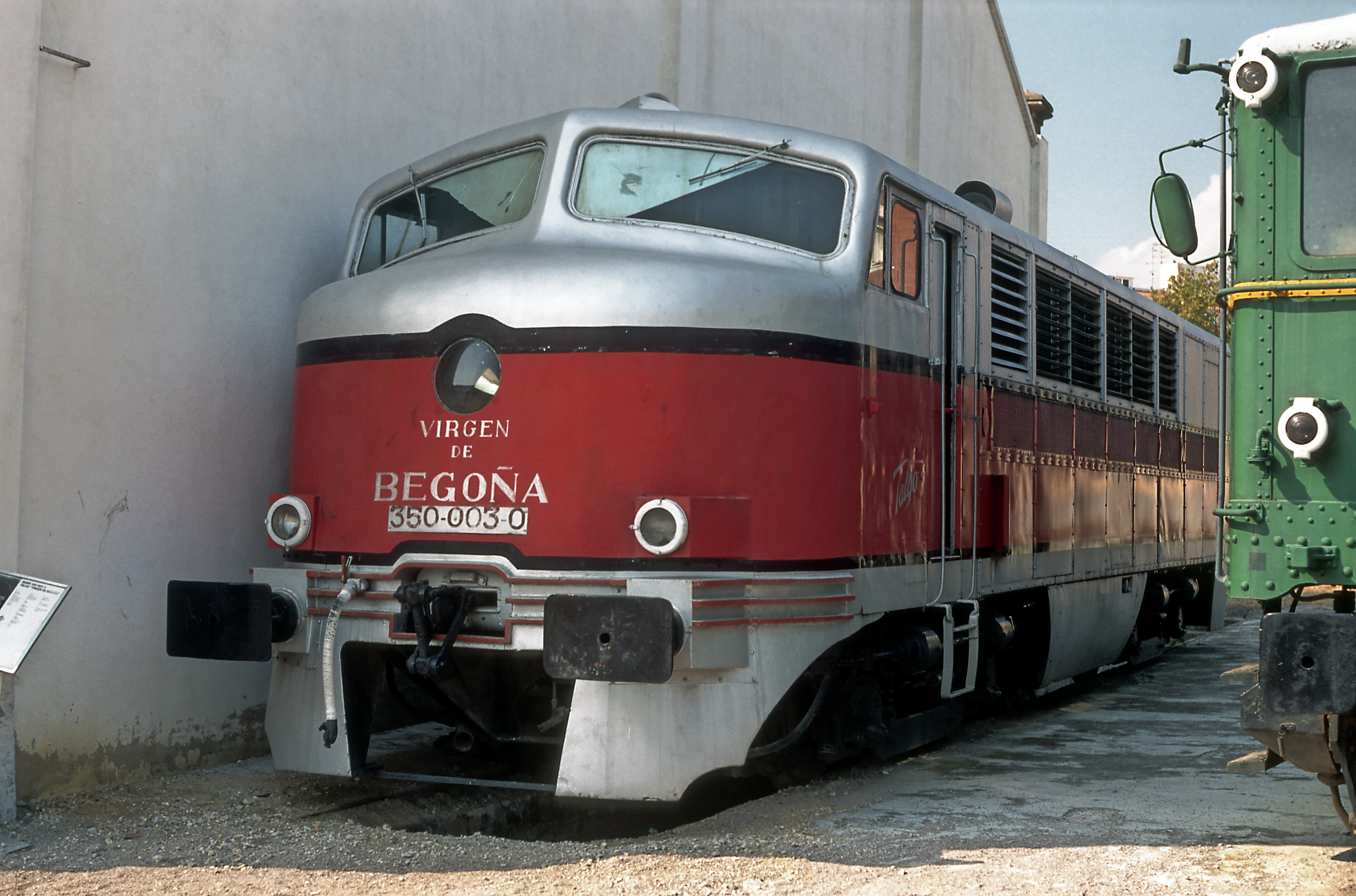
Bandes horizontales (dernier état).

## Service
En mars 1950, le voyage inaugural du Talgo II a lieu entre Madrid et Valladolid, en présence de Francisco Franco ; la vitesse de 140 km/h est atteinte. Dès le milieu de la même année, les locomotives et les rames circulent de Madrid vers Irun et Barcelone, puis vers Séville et vers Valence.
En 1972, les rames Talgo II sont mises à l'arrêt. La 1-T est réformée ; certaines de ses pièces sont récupérées pour les autres unités de la série puis elle est détruite. Les trois autres locomotives sont renumérotées selon le code UIC et voient leur arrière modifié pour que deux d'entre elles puissent être attelées tête-bêche, formant une sorte de locomotive double avec deux postes de conduite ; la troisième demi-locomotive reste en réserve. Pendant quatre ans, cet attelage est mis en tête de rames Talgo III sur le parcours Miranda de Ebro - Bilbao. Un choc survenu à la 350-004-8 entraîne la radiation des trois unités,.
| N° Origine | N° UIC    | Nom                  | Constructeur             | Mise en service | Réforme |
| ---------- | --------- | -------------------- | ------------------------ | --------------- | ------- |
| 1-T        |           | Virgen del Pilar     | American Car and Foundry | 1950            | 1972    |
| 2-T        | 350-002-2 | Virgen de Aránzazu   | American Car and Foundry | 1950            | 1976    |
| 3-T        | 350-003-0 | Virgen de Begoña     | American Car and Foundry | 1959            | 1976    |
| 4-T        | 350-004-8 | Virgen de Montserrat | American Car and Foundry | 1959            | 1976    |

## Machines préservées
Les deux machines encore en bon état en 1976 sont préservées et présentées en exposition statique.
La 2-T (Virgen de Aránzazu), repeinte dans sa livrée d'origine et reconditionnée sensiblement dans son premier état, est attelée à une rame de cinq voitures Talgo II sur une voie du musée des chemins de fer de Madrid.
La 3-T (Virgen de Begoña), également restaurée dans sa livrée d'origine mais dont la partie arrière n'a pas été reconstruite, est attelée à quatre voitures Talgo II et exposée au musée du chemin de fer de Catalogne.